# Hydraena testacea
Hydraena testacea är en skalbaggsart som beskrevs av Curtis 1830. Hydraena testacea ingår i släktet Hydraena och familjen vattenbrynsbaggar. Arten är reproducerande i Sverige. Inga underarter finns listade i Catalogue of Life.